# Don't Save Me
"Don't Save Me" là đĩa đơn đầu tiên trích từ album đầu tay Under the Surface của nữ ca sĩ nhạc pop người Na Uy Marit Larsen. Đĩa đơn được phát hành vào ngày 2 tháng 2 năm 2006 ở Na Uy. Sau khi xuất hiện ở vị trí số 3 trên Bảng xếp hạng Top 20 Đĩa đơn Na Uy, ca khúc leo lên vị trí đầu bảng và giữ nguyên vị trí dẫn đầu trong 5 tuần liên tiếp.

## Danh sách bài hát
CD Đĩa đơn tại Na Uy
1. "Don't Save Me" (Phiên bản album) - 3:48
2. "Don't Save Me" Video âm nhạc nổi bật

## Xếp hạng
| Xếp hạng tuần (2006)      | Vị trí cao nhất |
| ------------------------- | --------------- |
| Na Uy (VG-lista)          | 1               |
| Bỉ (Ultratop 50 Wallonia) | 63              |